# Équipe du Ghana féminine de basket-ball
L'équipe du Ghana de basket-ball féminin est l'équipe nationale qui représente le Ghana dans les compétitions internationales de basket-ball féminin. 
Le Ghana ne s'est jamais qualifié pour un tournoi olympique ou pour un Championnat du monde.
Les Ghanéennes sont troisièmes du Championnat d'Afrique 1979.